# Kąty (rejon miński)
Kąty (biał. Куты, ros. Куты) – wieś na Białorusi, w obwodzie mińskim, w rejonie mińskim, w sielsowiecie Łoszany.